# Extraordinary You
Extraordinary You (hangeul : 어쩌다 발견한 하루; RR : Eojjeoda Balgyeonhan Haru) est une série télévisée sud-coréenne de 32 épisodes basée sur le webtoon July Found by Chance  de Moo Ryuyee. Elle est diffusée du 2 octobre au 21 novembre 2019 sur la chaîne de télévision MBC TV et met en vedette les acteurs Kim Hye-yoon, Rowoon, Lee Jae-wook, Lee Na-eun, Jung Gun-joo, Kim Young-dae et Lee Tae-ri.
La série est disponible en France via la plateforme Viki ou voirdrama

## Synopsis
Une lycéenne cherche à modifier son destin après avoir réalisé qu’elle n’est qu’un personnage secondaire dans le monde fictif d’une bande dessinée.  

## Distribution

### Personnages principaux
- Kim Hye-yoon : Eun Dan-oh

Une belle étudiante qui vient d'une famille aisée qui souffre toujours d'une maladie cardiaque malgré avoir été opérée plusieurs fois. Après avoir senti des choses étranges lui arriver, Dan-oh découvre qu'elle et tous les autres autour d'elle vivent dans un monde fantastique à l'intérieur d'une bande dessinée de fiction pour adolescents intitulée Secret, dont elle n'est qu'un personnage secondaire.
- Rowoon : Number 13 / Ha-ru

Un bel étudiant que Dan-oh commence à remarquer et à aimer après l'avoir sauvée plusieurs fois, l'aidant ainsi à changer son destin.
- Lee Jae-wook : Baek Kyung, un étudiant grossier et arrogant qui a un père violent et une belle-mère avide. Il est membre de l'A3, le trio des garçons les plus beaux et les plus puissants de leur école.
- Lee Na-eun : Yeo Joo-da

Une belle étudiante optimiste malgré l'intimidation qu'elle subit et qui a bon cœur. Elle est le personnage principal féminin de Secret.
- Jung Gun-joo : Lee Do-hwa

Un bel étudiant sympathique doué en musique qui cache sa solitude et sa tristesse derrière son sourire éclatant. Il est le deuxième personnage principal masculin (après Nam-joo) de Secret et est membre de l'A3.
- Kim Young-dae : Oh Nam-joo

Le leader des A3. Il est le personnage principal de Secret.
- Lee Tae-ri : Jinmichae Le mystérieux et beau cuisinier de la cafétéria de l'école surnommée La Fée du Calamar séché (진미채 요정, RR: Jinmichae Yojeong).

### Personnages secondaires
- Kim Ji-in : Shin Sae-mi, la meilleure amie de Dan-oh, éternelle amoureuse de Nam-joo

- Kim Hyun-mok : Ahn Soo-chul, un très proche ami de Dan-oh, un vlogger qui souhaite avoir des millions d'abonnés
- Jung Ye-nok : Kim Il-jin, l'une des trois filles qui harcèlent Joo-da
- Jung Mi-mi : Park Yi-jin, l'une des trois filles qui harcèlent Joo-da
- Jung Ye-jin : Lee Sam-jin, l'une des trois filles qui harcèlent Joo-da
- Han Chae-kyung : Kim Ae-il, l'une des admiratrices de Baek Kyung
- Song Ji-woo : Park Ae-ri, l'une des admiratrices de Baek Kyung
- Kang Min-ji : Lee Ae-sam, l'une des admiratrices de Baek Kyung
- Jung Dae-ro : Kim Yang-il, l'un des trois harceleurs
- Lee Chang-shik : Park Yang-yi, l'un des trois harceleurs
- Yoon Jong-bin : Lee Yang-sam, l'un des trois harceleurs
- Jo Deok-hee : Kim Ban-jang, le président de la classe
- Oh Jong-min : Kim Bo-tong
- Kim Joon-sung : Park Mo-bum, l'intello de la classe

## Récompenses et nominations
| Année | Prix                                 | Catégorie                                                     | Bénéficiaire                         | Résultat   | Ref.  |
| ----- | ------------------------------------ | ------------------------------------------------------------- | ------------------------------------ | ---------- | ----- |
| 2019  | 32e édition des Grimae Awards        | Meilleur nouvel acteur                                        | Rowoon                               | Lauréat    | [ 4 ] |
| 2019  | MBC DRAMA AWARDS                     | Drama de l'année                                              | Extraordinary You                    | Lauréat    | [ 5 ] |
| 2019  | MBC DRAMA AWARDS                     | Prix d'excellence, actrice dans un drama du mercredi au jeudi | Kim Hye-yoon                         | Lauréat    | [ 5 ] |
| 2019  | MBC DRAMA AWARDS                     | Meilleur acteur secondaire dans un drama du mercredi au jeudi | Lee Tae-ri                           | Nomination |       |
| 2019  | MBC DRAMA AWARDS                     | Meilleur nouvel acteur                                        | Rowoon                               | Lauréat    | [ 5 ] |
| 2019  | MBC DRAMA AWARDS                     | Meilleur nouvel acteur                                        | Lee Jae-wook                         | Lauréat    | [ 5 ] |
| 2019  | MBC DRAMA AWARDS                     | Meilleur nouvel acteur                                        | Jung Gun-joo                         | Nomination |       |
| 2019  | MBC DRAMA AWARDS                     | Meilleur nouvel acteur                                        | Kim Young-dae                        | Nomination |       |
| 2019  | MBC DRAMA AWARDS                     | Meilleur nouvel actrice                                       | Kim Hye-yoon                         | Lauréat    | [ 6 ] |
| 2019  | MBC DRAMA AWARDS                     | Meilleur nouvel actrice                                       | Lee Na-eun                           | Nomination |       |
| 2019  | MBC DRAMA AWARDS                     | Prix du meilleur couple                                       | Rowoon, Kim Hye-yoon et Lee Jae-wook | Nomination |       |
| 2020  | 56e édition des Baeksang Arts Awards | Meilleur nouvel acteur (TV)                                   | Lee Jae-wook                         | Nomination | [ 7 ] |